# Richard Götze
Richard Otto Götze (* 12. Oktober 1890 in Oberlichtenau; † 17. Dezember 1955 in Hannover) war ein deutscher Professor der Veterinärmedizin mit den Spezialgebieten Rinderkrankheiten und tierärztliche Geburtshilfe und Rektor der Tierärztlichen Hochschule Hannover von Januar 1934 bis März 1937.
Er arbeitete auf den Gebieten der Brucellose, Gasödem-Infektionen, Dasselfliegen, Räudebekämpfung, Aktinomykose, Papillomatose, Rindertuberkulose, Enzootische Leukose der Rinder, Weidetetanie, Leberegel- und Lungenwurmseuche, war ein Experte auf dem Gebiet der künstlichen Besamung und entwickelte Operationstechniken, wie die nach ihm benannte Ruminotomie beim Rind mit extraperitonealer Versorgung des Pansens nach Götze sowie medizinische Instrumente, wie das Phonendoskop nach Götze.

## Leben
Götze wuchs zusammen mit zwei Brüdern und seiner Schwester Frida, zu der er zeitlebens regen Kontakt hielt, in einfachen Verhältnissen auf dem elterlichen Bauernhof des Landwirts und Getreidehändlers Valentin Christian Götze und dessen Ehefrau Pauline Ernestine, geborene Liebert, auf. Er besuchte die Volksschule in Oberlichtenau und wechselte 1903 zur Oberrealschule in Chemnitz, wo er 1911 die Reifeprüfung mit der Note „sehr gut“ abschloss. Zum Sommersemester 1911 nahm er das Studium der Tierheilkunde an der Tierärztlichen Hochschule Dresden auf, wo er Mitglied des Corps Saxonia Dresden (heute Landsmannschaft Hansea auf dem Wels) wurde. Im  November 1914 erlangte er  die Approbation als Tierarzt, die tierärztliche Fachprüfung legte er durch Not-Examen mit der Note „gut“ ab.
Während des Krieges war er ab Januar 1915 wechselnden Regimentern der Infanterie, Gardereiter und Feldartillerie zugeteilt und wurde vom  Unterveterinär zum Veterinär befördert. Im Juli 1916 promovierte er bei Wilhelm Ellenberger zum Dr. med. vet. an der Tierärztlichen Hochschule Dresden mit der Arbeit Oscillatorische Blutdruckmessungen an gesunden und an Osteomalacie leidenden Pferden. Bis zu seiner Entlassung aus dem Heeresdienst im Dezember 1918 führte er unter anderem als Veterinäroffizier ein Pferdelazarett. Bereits im Februar 1919 fand Götze eine Anstellung als 1. wissenschaftlicher Assistent bei Johannes Max Hugo Richter am Institut für Tierzucht und Geburtskunde der tierärztlichen Hochschule Dresden, legte am 27. November 1920 die sächsische staatstierärztliche Prüfung mit der Note „sehr gut“ ab und am 4. Februar 1922 die Prüfung zum Tierzuchtinspektor mit der Note „gut“ in Berlin. 1923 erfolgte seine Habilitation für Tierzucht und Geburtskunde an der Universität Leipzig. Der Titel seiner Arbeit lautete: Züchterisch-biologische Studien über die Blutausrüstung der landwirtschaftlichen Haustiere.
Wegen des Anschlusses der Tierärztlichen Hochschule Dresden als Veterinärmedizinische Fakultät an die Universität Leipzig zog Götze von Dresden nach Leipzig, wo er von 1923 bis 1925 als Privatdozent für Tierzucht und Geburtskunde tätig war, bis er am 5. November 1925 zum außerordentlichen Professor ernannt wurde.
Am 1. Dezember 1925 wechselte er, verbunden mit seiner Ernennung zum ordentlichen Professor sowie Verleihung des Ordinariats für Geburtshilfe und Buiatrik, als Direktor der neu entstandenen stationären Klinik für Geburtshilfe und Rinderkrankheiten zur Tierärztlichen Hochschule Hannover. In den folgenden zwei Jahren wohnte Götze in einer möblierten Wohnung in der Fichtestraße 29 in Hannover-Kleefeld, wo er die sechzehn Jahre jüngere Margarita Luise Berta Meta Engelke (genannt Marga), die Tochter seines Vermieters, kennenlernte, die er schließlich am 4. August 1928 heiratete. In den Jahren 1929 bis 1937 folgte die Geburt ihrer drei Kinder. Das Paar wohnte ab 1928 in einem von Götze gekauften Haus nahe der Tierärztlichen Hochschule in der Kaulbachstraße 18 in Hannover-Kleefeld, bis es im Jahr 1943 während eines Fliegerangriff der Alliierten in Mitleidenschaft gezogen wurde, ausbrannte und die Familie in der Folgezeit bei Götzes Schwiegereltern wohnte.

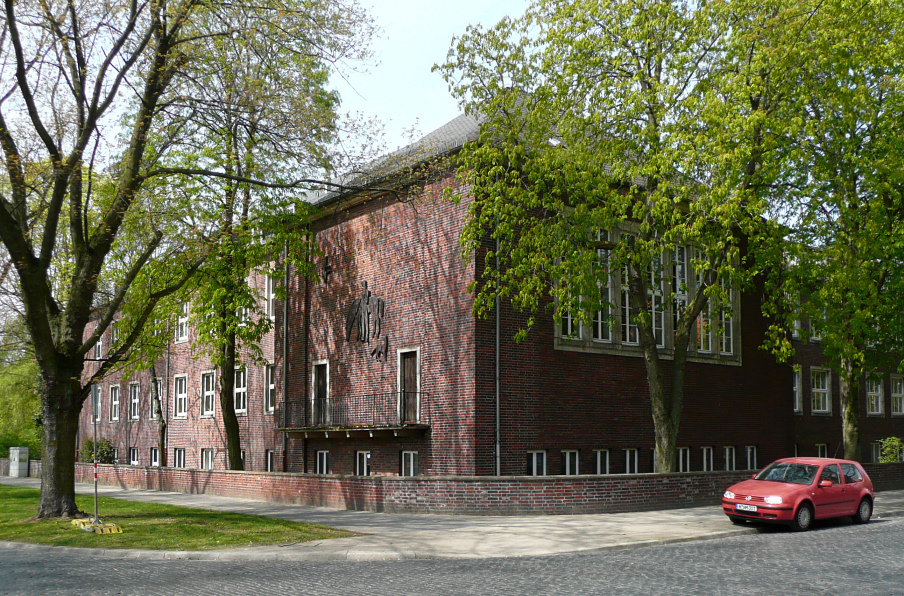
1939 fertiggestelltes, heute denkmalgeschütztes Gebäude der Rinderklinik (heute Physiologisches Institut), Bischofsholer Damm 15

Für die im Aufbau befindliche Klinik für Geburtshilfe und Rinderkrankheiten mussten in den ersten Jahren kranke Rinder angekauft werden, um den praktischen Unterricht der Studenten sicherzustellen, bis sich ihr Ruf auch in den umliegenden Bauernschaften gefestigt hatte und die Zahl der stationären Aufnahme kranker Tiere anstieg. Die Klinik verfügte 1925 nicht über ein eigenes Gebäude, sondern nutzte provisorisch Räume anderer Fakultäten mit. Erst 1929 wurden Lehr- und Forschungsgebäude, Operationshalle und Stallungen für fünfundzwanzig Rinder erbaut, und der Komplex bis ins Jahr 1938 stetig erweitert, unter anderem um ein Gebäude am Bischofsholer Damm, das wegen des Kriegsbeginns vorerst nicht fertiggestellt wurde, bis auf den Ausbau von fünf Räumen im Erdgeschoss 1942. Als Folge des schweren Luftangriffs auf Hannover vom 9. Oktober 1943 verlor die Klinik einen Großteil ihrer Räume, nahm den Betrieb Ende November jedoch behelfsmäßig wieder auf. Erst 1950 konnte die Klinik endgültig in das neue Gebäude einziehen.
Das Entnazifizierungsverfahren Götzes nach seiner Entlassung aus dem Hochschuldienst im Oktober 1945 dauerte bis 1948. In dieser Zeit stellte er das „Lehrbuch der Tiergeburtshilfe“ und ein Buch über die „Besamung und Unfruchtbarkeit der Haussäugetiere“ fertig. Um den Unterhalt für seine Familie zu sichern, arbeitete er am Wiederaufbau der Tierklinik Sarstedt, organisierte im Auftrag des Direktoriums für Vollblutzucht und Rennen e. V. in Köln die hygienischen Überwachung der Zucht und führte die tierärztliche Oberleitung bei zwei Besamungsvereinen in Pinneberg und Lindau bei Eckernförde fort, die er bereits ab 1942 innehatte. Seine Mitgliedschaften in der NSDAP (zum 1. Mai 1933, Mitgliedsnummer 2.957.980) und Reichsdozentenschaft, im NS-Lehrerbund (ab Mai 1934), NSD-Dozentenbund (ab 1936), NS-Altherrenverband (ab Oktober 1936), Reichskolonialbund (ab Januar 1937), Stahlhelm und SA-Reserve I (Austritt Dezember 1934) und Reichsluftschutzbund wurden vom Untersuchungsausschuss nicht einer aktiven politischen Motivation Götzes zugeschrieben, da größtenteils die Beitritte der gesamten Professorenschaft kollektiv auf Geheiß des Senats erfolgten. Auch seine Kollegen sprachen sich im Rahmen der Untersuchung für ihn aus. Im Oktober 1948 wurde er mit der Einstufung in Kategorie V vollständig entlastet, nahm seine Lehrtätigkeit wieder auf und wurde zum Direktor der Klinik für Geburtshilfe und Rinderkrankheiten bestellt. Vollständig rehabilitiert war er am 1. April 1950 durch die erneute Verleihung des Ordinariats für Geburtshilfe und Rinderkrankheiten durch den Niedersächsischen Kultusminister und Erneuerung des Beamtenverhältnisses auf Lebenszeit am 18. April.
Wie fragwürdig diese, und nicht nur diese, vollständige Rehabilitierung war, zeigen seine einführenden Worte  zu einer Veranstaltung des NSD-Dozentenbundes in seiner Funktion als Leiter des neugeschaffenen „Amt für Wissenschaft“ Januar 1942.
Unter Götzes Amtszeit entstanden insgesamt das Institutsgebäude mit Hörsaal, Laboratorien, Kurs- und Geschäftsräumen, Operationsabteilung und Stallgebäude.
Götzes Ordinariat umfasste ursprünglich Geburtshilfe, Rinderkrankheiten, Euterkrankheiten sowie Zuchtkrankheiten und Zuchtseuchen. Auf sein Bestreben hin erfolgte im Laufe seiner Tätigkeit die Schaffung eigener Ordinariate und Kliniken für die zunehmend spezialisierten Fachbereiche. Er selbst wurde im Oktober 1953 auf den Lehrstuhl für Geburtshilfe, Gynäkologie und Samenübertragung berufen und war Direktor der Klinik für Tiergeburtshilfe und Gynäkologie. Im Oktober 1955 nahm Götze aufgrund seines sich verschlechternden Gesundheitszustandes wegen einer bereits 1935 festgestellten Angina Pectoris und seit Jahren bestehenden Nierenbeschwerden Krankenurlaub, nachdem er bereits ab 1952 mehrere Kuren und Krankenhausaufenthalte hinter sich hatte. Am 17. Dezember 1955 starb Götze an seinem Herzleiden.  Sein Grab befindet sich auf dem Friedhof in Hannover-Kleefeld.

## Ehrungen
- Oktober 1955: Goldene Hermann-von-Nathusius-Medaille der Deutschen Gesellschaft für Züchtungskunde für seine großen Verdienste um die Bekämpfung der Rinderkrankheiten.
- Oktober 1955: Ernennung zum korrespondierenden Mitglied der Deutschen Akademie der Landwirtschaftswissenschaften zu Berlin/Ost.
- 27. Juli 1953: Verleihung der Ehrendoktorwürde (Doktor medicinae veterinariae honoris causa) der Veterinärmedizinischen Fakultät der Universität Leipzig für seine Verdienste als Lehrer der Rinderkrankheiten und seine Forschungen im Bereich der Veterinärmedizin.
- Oktober 1942: Ernennung zum Ehrenmitglied des Vereins finnischer Tierärzte anlässlich deren fünfzigjährigen Bestehens.
- Februar 1939: Ernennung zum Mitglied der Deutschen Akademie der Naturforscher Leopoldina als Würdigung seiner Arbeit auf den Gebieten der Geburtshilfe, Zuchtkrankheiten und -seuchen der Haustiere.
- März 1917: Albrechts-Orden II. Klasse.
- Dezember 1915: Eisernes Kreuz II. Klasse

posthum
- Das Richard-Götze-Haus der Tierärztlichen Hochschule Hannover ist ihm zu Ehren benannt.
- Stiftung der goldenen „Richard-Götze-Gedenkmedaille“ der Arbeitsgemeinschaft Deutscher Rinderzüchter anlässlich Götzes zehntem Todestag im Januar 1966
- Goldene Plakette anlässlich des fünften Weltkongresses über die tierische Fortpflanzung und künstliche Besamung in Trient 1964 für seine Verdienste auf diesen Gebieten.

## Schriften
Neben zahlreichen wissenschaftlichen Beiträgen in Fachzeitschriften veröffentlichte er sechs Lehrbücher, mehrere Monographien sowie 28 Lehr-Filme.
- (zus. m. Hermann Miessner) Wünschelrutenversuche an der Tierärztlichen Hochschule Hannover. Schaper, Hannover, 1936
- Dammrißnaht, Vulva- und Scheidenvorhofplastik bei Stuten und Kühen. Hannover, 1938.
- Neuzeitliche Embryotomie bei Pferd und Rind. Hannover, 1938.
- Besamung und Unfruchtbarkeit der Haussäugetiere. Hannover, 1949.
- (zus. m. Johannes Richter) Lehrbuch der Tiergeburtshilfe. Berlin, 1950
- Neuzeitliche Embryotomie bei Pferd und Rind. Schaper, Hannover, 1950
- Krankheiten des Rindes und deren Behandlung. Hannover, 1954